# Zeche Glücksburg (Bochum)
Die Zeche Glücksburg ist ein ehemaliges Steinkohlenbergwerk in Bochum-Brenschede. Das Bergwerk hat eine fast hundertjährige Geschichte und wurde mehrmals umbenannt. Auf dem Feld des Bergwerks fanden bereits in der ersten Hälfte des 18. Jahrhunderts bergmännische Aktivitäten statt. Im Feld Glücksburg wurde durch die Zeche Alte Mißgunst Stollenbau betrieben, jedoch verbrach der Stollen noch vor dem Jahr 1766 und der Betrieb wurde stillgelegt. Erst in der zweiten Hälfte des 18. Jahrhunderts wurde die Zeche Glücksburg dann in Betrieb genommen.

## Geschichte

### Die ersten Jahre als Glücksburg
Die eigentliche Geschichte der Zeche Glücksburg begann im Jahr 1766. In diesem Jahr wurde am 12. Januar die Mutung eingelegt. Als Muter traten auf der Kammersekretär Christoph Friedrich Bermuth und Julius Philipp Heintzmann. Die Mutung erfolgte auf ein Flöz, das bereits in früheren Jahren schon einmal verliehen worden war. Am 26. Februar desselben Jahres fand die Fundbesichtigung statt. Hierbei wurden drei Schächte und das mittlerweile verschlammte Stollenmundloch des Vorgängerbergwerks gefunden. Im Jahr 1767 wurde ein Stollen angesetzt, bei diesem Stollen handelt es sich vermutlich um den Neuen Glücksburger Stolln. Das Stollenmundloch befand sich im Tal des Stiepeler Baches und zwar im Bereich seiner Einmündung in den Lottenbach. Das Mundloch befand sich in einer Höhe von 110 Metern NN und war somit 12,5 m tiefer angesetzt als der Alte Mißgunst-Stolln. Von dieser tieferen Anlegung des Stollens versprachen sich die Gewerken, auf härtere Kohlen zu treffen. Der Stollen wurde in Richtung Nord-West-Nord aufgefahren. Der Stollen wurde mit einer Höhe von einem Lachter und einer Breite von 1/2 Lachter quer durch das Gestein aufgefahren. Noch im selben Jahr wurde das Erbstollenrecht verliehen. Im Jahr 1769 wurde mit der Förderung begonnen. Aufgrund der Breite von 1/2 Lachter bot der Stollen nur Platz für eine Förderbahn. Im Jahr 1775 war das Bergwerk nachweislich in Betrieb. Am 31. Oktober des Jahres 1783 wurde das Längenfeld Glücksburg vermessen. Am 17. Juni des Jahres 1784 wurde das Bergwerk durch den Leiter des märkischen Bergreviers, den Freiherrn vom Stein, befahren. Das Bergwerk war zum Zeitpunkt der Befahrung in Betrieb. Vom Stein machte in seinem Protokoll Angaben über den Zustand und die Leistung des Bergwerks. Er vermerkte in seinem Protokoll insbesondere, dass auf dem Bergwerk nur ein sehr niedriges Gedinge erzielt würde, welches etwas erhöht werden solle, falls das Gestein weiterhin sehr hart bleiben würde. Außerdem gab er an, dass mit dem Stollen bereits in Kürze einige Flöze überfahren würden.

### Der weitere Ausbau und Betrieb
Im Jahr 1786 erreichte der Stollen eine Länge von 240 Metern. Im Jahr 1791 lag das Bergwerk bereits 1,5 Jahre in Fristen, das genaue Datum wird nicht genannt. Im Laufe des Jahres 1791 wurde das Bergwerk wieder in Betrieb genommen. Im Jahr 1793 wurden zwei tonnlägige Schächte geteuft. Ein Schacht hatte eine Teufe von 12 Metern, der andere lag bei 32 Metern. Zusätzlich war ein weiterer Schacht vorhanden, der bis ins Flöz Hoffnung reichte. Im Jahr 1796 wurde an Schacht 1 abgebaut. Im Jahr 1799 wurde ein Schacht geteuft, dem man den Namen Schacht Hiob gab. Im Jahr 1800 waren der Schacht Hiob und der Pfeilerschacht in Förderung. Im Jahr 1801 erreichte der Stollen eine Länge von 620 Metern. Im Jahr 1801 wurde das Bergwerk in Fristen gelegt. Im Jahr 1803 wurde der Betrieb der Zeche eingestellt. Gründe hierfür waren zum einen der Absatzmangel und zum anderen unreine Kohle. Im Jahr 1808 konsolidierte die Zeche Glücksburg mit der Zeche Gute & Neue Hoffnung. Am 1. Juni des Jahres 1816 wurde die Zeche Glücksburg wieder eigenständig in Betrieb genommen, der Stollen wurde weiter aufgefahren. Im Jahr 1820 waren die Schächte Friedrich und Hoffnung in Betrieb. Im Jahr 1822 wurde die Auffahrung des Stollens eingestellt. Zu diesem Zeitpunkt hatte der Stollen eine Länge von 860 Metern, davon waren 780 Meter in Richtung Norden aufgefahren worden. Im Jahr 1825 wurde ein Schiebeweg durch das Lottental bis zur Kohlenniederlage an der Ruhr erstellt. Der Schiebeweg hatte eine Länge von 4149 Metern und war mit Holzschienen ausgerüstet. Der Schiebeweg diente dem Transport der geförderten Kohlen bis zur Ruhr und von dort dem Kohleversand zu den Kunden. Der Transport der Kohlen erfolgte mit Hunden, die von Transportarbeitern geschoben wurden. Im selben Jahr waren Schacht Moritz und Schacht Hoffnung in Betrieb. Im Jahr 1830 wurde der seigere Schacht Carl geteuft. Der Schacht hatte eine Teufe von 34 Metern.

### Die Zeit als Vereinigte Glücksburg
Im Jahr 1834 wurde die Zeche Glücksburg umbenannt in Zeche Vereinigte Glücksburg. Nach der Umbenennung in Zeche Vereinigte Glücksburg wurde im Jahr 1834 im seigeren Schacht August mit der Förderung begonnen. Der Schacht befand sich 180 Meter östlich von Haus Brenschede und hatte eine Teufe von 27 Metern. Der Schacht war über Tage an den Schiebeweg zur Ruhr angeschlossen. Im Jahr 1836 wurde der Schiebeweg zur Ruhr umgebaut, der Schiebeweg hatte nun eine Länge von 1983 Lachtern. Im Jahr 1838 wurde mit der Auffahrung des Glücksburger Erbstolln begonnen. Im darauffolgenden Jahr wurde die Förderung des Schachtes August von Handwinden auf einspännigen Pferdegöpel umgestellt. Im Jahr 1840 waren die Kohlenvorräte oberhalb der Stollensohle weitgehend abgebaut. Aus diesem Grund war es erforderlich, tiefere liegende Lagerstättenteile in Angriff zu nehmen. Dies konnte entweder dadurch geschehen, dass die Gewerken ein noch tieferes Stollenniveau anfuhren, oder dass man zum Tiefbau überging. Allerdings waren die Bergbeamten zu der damaligen Zeit nicht vom Tiefbau überzeugt und bevorzugten den Stollenbergbau. Am 16. November des Jahres 1842 wurden die Längenfelder Vereinigte Glücksburg Nr. 1 und Vereinigte Glücksburg Nr. 2 verliehen. Außerdem wurde das Erbstollenrecht für den Glücksburger Erbstolln verliehen. Noch im selben Jahr wurde das Bergwerk umbenannt in Zeche Glücksburger Erbstolln.

### Betrieb als Glücksburger Erbstolln
Nach der Umbenennung der Zeche Vereinigte Glücksburg in Zeche Glücksburger Erbstolln wurde im Jahr 1842 im Schacht August gefördert. Im darauffolgenden Jahr wurde zusammen mit der Zeche Vereinigte Neue Mißgunst eine Mutung für die Weiterauffahrung des St. Mathias Erbstollens eingelegt. Zweck dieser Weiterauffahrung war die tiefere Lösung beider Grubenfelder. Durch den St. Mathias Erbstollen wurde eine Mehrteufe von 41 Metern erreicht. Da die Eigentümer des Erbstollens keine Weiterauffahrung des Stollens durchführen wollten, waren die Gewerkschaft Glücksburg gezwungen, die weitere Auffahrung des Erbstollens in Eigenarbeit durchzuführen. Nur durch diese Maßnahme konnte man sich einen neuen Kohlenvorrat sichern, der den Betrieb für weitere 20 Jahre sicherstellte. Am 14. November 1844 wurde ein Längenfeld verliehen. Im Jahr 1845 wurde mit der Auffahrung des Egmont Erbstollens begonnen. Die Eigentümer der Zeche Vereinigte Neue Mißgunst, die als Mitgewerke eingetragen waren, verzichteten noch in diesem Jahr auf den Mitbesitz. Auf dem Muldensüdflügel fanden weitere Ausrichtungsarbeiten des St. Johannes Flözes statt. Im westlichen Feld wurde der Querschlag bereits auf eine Länge von 10 7/8 Lachter aufgefahren. Auf dem Muldennordflügel fanden Vorrichtungsarbeiten im Flöz Gute Hoffnung statt. Im Jahr 1846 wurde das Erbstollenrecht für den Glücksburger Erbstolln erneut verliehen. Im Jahr 1847 wurde im Schacht August ein Unterwerksbau angesetzt. Im Jahr 1848 konsolidierte die Zeche Glücksburger Erbstolln mit weiteren Berechtsamen und wurde umbenannt in Zeche Glücksburg. Im selben Jahr wurden beim Schiebeweg zur Ruhr die Holzschienen durch eiserne Schienen ersetzt.

### Weiter als Glücksburg
In den Jahren 1847/48 wurde die Zeche Glücksburger Erbstolln umbenannt in Zeche Glücksburg. Vorangegangen war die Konsolidation der bereits verliehenen Berechtsamen Glücksburg I, Glücksburger Erbstolln und Gute und Neue Hoffnung. Außerdem wurden die konsolidierten Berechtsamen noch mit dem Egmont Erbstollen vereinigt. Die Förderung erfolgte im Schacht August. Im Jahr 1854 erreichte der Egmont Erbstollen die Berechtsame der Zeche Glücksburg, dadurch war nun eine tiefere Lösung möglich. Im selben Jahr wurde begonnen, den seigeren Schacht Anna abzuteufen. Der Ansatzpunkt für den Schacht Anna befand sich neben dem Schacht August, zwischen dem Akazienweg und der Straße Tanneneck. Im Jahr 1855 war Schacht Anna bis zu einer Teufe von 66 Metern geteuft und somit bis zur Egmont Erbstollensohle. Die Auffahrung des Stollens lag zu diesem Zeitpunkt bei 111 Lachtern. Zu diesem Zeitpunkt waren vier Flöze mit unterschiedlichen Mächtigkeiten in Verhieb. Bei einem Flöz schwankte die Mächtigkeit zwischen 50 und 55 Zoll. Das geringmächtigste Flöz war 28 Zoll hoch, die beiden andere Flöze waren 50 bzw. 31 Zoll mächtig. Das Bergwerk gehörte zu dieser Zeit zum Märkischen Bergamtsbezirk und dort zum Geschworenenrevier Westlich Witten. Im darauffolgenden Jahr (1856) wurde im Schacht Anna mit der Förderung begonnen. Der Schacht war mit einer dampfgetriebenen Fördermaschine ausgerüstet. Die geförderten Kohlen wurden über den 1983 Lachter langen Schienenweg zur Kohlenniederlage an der Ruhr gefördert. Im selben Jahr wurde im Schacht August die Förderung eingestellt und begonnen, den tonnlägigen Wetter- und Fahrschacht Christine abzuteufen. Der Schacht Christine befand sich auf dem Nordflügel des Querenburger Sattels. In diesem Jahr traten bei der Auffahrung eines Querschlages aus einer Kluft Schlagwetter auf. Es kam zu einer länger andauernden Abflammung mit einer rund neun Zoll langen bläulichen Flamme, eine Schlagwetterexplosion blieb aus.
Im Jahr 1857 war der Schacht Christine bis zur Erbstollensohle des Egmont Erbstollens in Betrieb. Im selben Jahr wurde die Mutung für das Feld Friedrich II eingelegt. Allerdings musste das Bergwerk in diesem Jahr seinen Betrieb einschränken. Da das Bergwerk für den Absatz der geförderten Kohlen als Transportweg die Ruhr nutzte und dieser Fluss in diesem Jahr nicht genügend hohes Fahrwasser bot, war diese Maßnahme notwendig geworden. Im Jahr 1860 wurde begonnen, den tonnlägigen Schacht Heintzmann abzuteufen. Der Schachtansatzpunkt für diesen Schacht befand sich im Feld Gottessegen, 1,7 Kilometer östlich des Stollens Glücksburg. Das Feld gehörte zur Zeche Gottes Segen, diese befand sich östlich und grenzte an die Markscheide der Zeche Julius Philipp und war zu diesem Zeitpunkt noch eigenständig in Betrieb. Im selben Jahr wurde das Geviertfeld Friedrich II verliehen, das Feld hatte eine Fläche von einem Quadratkilometer. Im darauffolgenden Jahr erfolgte im Schacht Heintzmann der Durchschlag mit dem von hier aufgefahrenen Egmont Erbstollen. Das für die Verbindung der beiden Grubenbaue aufgefahrene Erbstollenflügelort erreichte dabei eine Gesamtlänge von 1962 5/8 Lachtern. Noch im selben Jahr wurde im Schacht Heintzmann mit der Förderung begonnen. Außerdem wurden über Tage die Erdarbeiten für die Anschlussbahn nach Laer weiter fortgeführt. Um die Küpers Wiese bis zur Höhe der Widerlage zu überqueren, wurden 19 Pfeiler gesetzt. Im Jahr 1862 wurde die Pferdeschleppbahn nach Bochum-Laer in Betrieb genommen. Die Bahn war eine Schmalspurbahn für Förderwagen, die bis zur Pferdebahn am Bahnhof Langendreer reichte. Im Jahr 1863 konsolidierte die Zeche Glücksburg mit der Zeche Julius Philipp Erbstollen und weiteren Berechtsamen zur Zeche Julius Philipp.

## Förderung und Belegschaft
Die auf dem Bergwerk abgebauten Kohlen waren stark backend. Die ersten bekannten Förderzahlen des Bergwerks stammen aus dem Jahr 1825, es wurden 1867 Tonnen Steinkohle gefördert. Die ersten bekannten Belegschaftszahlen des Bergwerks stammen aus dem Jahr 1830, damals waren zwölf Bergleute auf dem Bergwerk beschäftigt, die eine Förderung von 29.931 Scheffeln Steinkohle erbrachten. Nach der Umbenennung in Zeche Vereinigte Glücksburg wurden im Jahr 1834 91.572 Scheffel Steinkohle gefördert. Im darauffolgenden Jahr wurden 96.426 Scheffel Steinkohle gefördert. Im Jahr 1840 sank die Förderung auf 53.486 Scheffel Steinkohle. Im Jahr 1842 stieg die Förderung auf 159.351 Scheffel Steinkohle. Nach der Umbenennung in Zeche Glücksburger Erbstolln wurden im Jahr 1845 4825 Tonnen Steinkohle gefördert, die Belegschaftszahl lag bei 37 bis 46 Bergleuten. Im darauffolgenden Jahr leichter Anstieg der Förderung auf  5764 Tonnen Steinkohle, die Belegschaftszahlen lagen bei 42 bis 51 Bergleuten.
Nach der erneuten Umbenennung in Zeche Glücksburg wurden im Jahr 1848 von 36 Bergleuten 4589 Tonnen Steinkohle gefördert. Im Jahr 1850 wurden von 52 Bergleuten eine Förderung von 7191 Tonnen Steinkohle erbracht. Im Jahr 1855 stieg die Belegschaftszahl auf 122 Bergleute, die eine Förderung von 40.715½ preußische Tonnen Steinkohle erbrachten. Die maximale Förderung der Zeche Glücksburg wurde im Jahr 1857 erbracht, es wurden von 115 Bergleuten 20.403 Tonnen Steinkohle gefördert. Im Jahr 1860 waren noch 83 Bergleute auf der Zeche beschäftigt, die eine Förderung von 16.910 Tonnen Steinkohle erbrachten. Im Jahr 1862 waren noch 124 Bergleute auf dem Bergwerk beschäftigt, die eine Förderung von 10.069 Tonnen Steinkohle erbrachten. Die letzten bekannten Förder- und Belegschaftszahlen des Bergwerks stammen aus dem Jahr 1863, in diesem Jahr waren noch 114 Bergleute auf dem Bergwerk beschäftigt, die eine Förderung von rund 18.000 Tonnen Steinkohle erbrachten.

## Heutige Situation
Heute ist vom Schacht Anna noch das Schachtgebäude erhalten. Das Gebäude wurde inzwischen zu einem Wohnhaus umgebaut. Allerdings ging bei diesem Umbau das eigentliche Schachtgebäude verloren. Die Mauer vor dem ehemaligen Schachtgebäude ist heute noch teilweise erhalten. Außerdem sind vom Schacht Heintzmann noch Reste der alten Abraumhalde vorhanden.